# Leipziger Westen

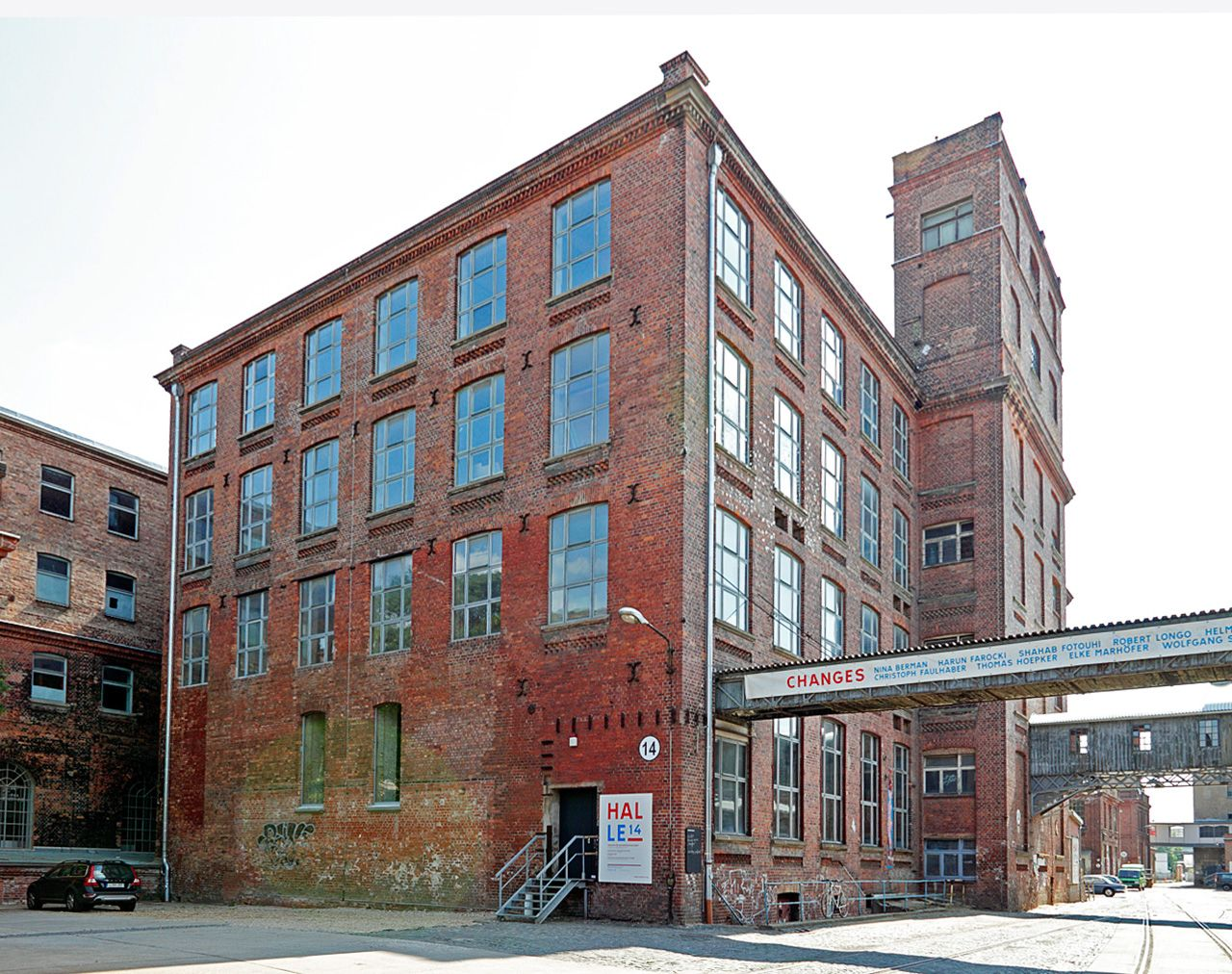
Leipziger Baumwollspinnerei

Der Leipziger Westen bezeichnet die durch Transformationsprozesse der Industrialisierung und Deindustrialisierung geprägten Ortsteile Plagwitz, Lindenau (samt Alt- und Neulindenau) sowie Teile von Kleinzschocher und Leutzsch im geographischen Westen von Leipzig. 

## Entwicklung

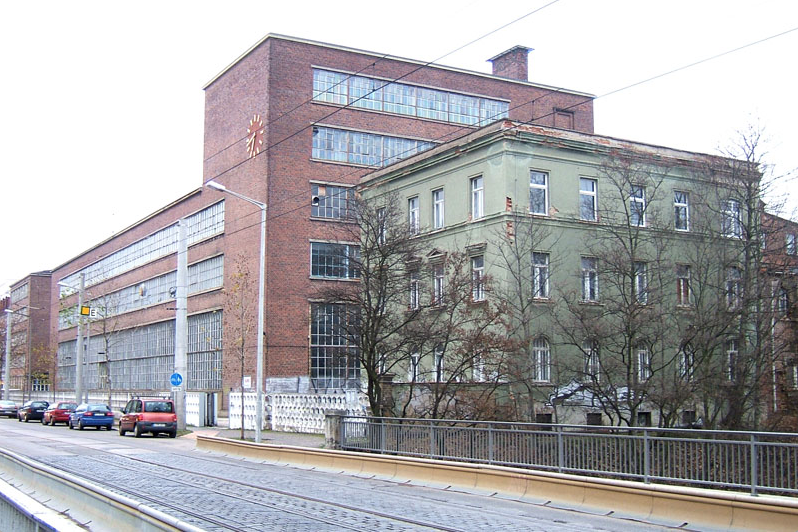
Westwerk, Leipzig

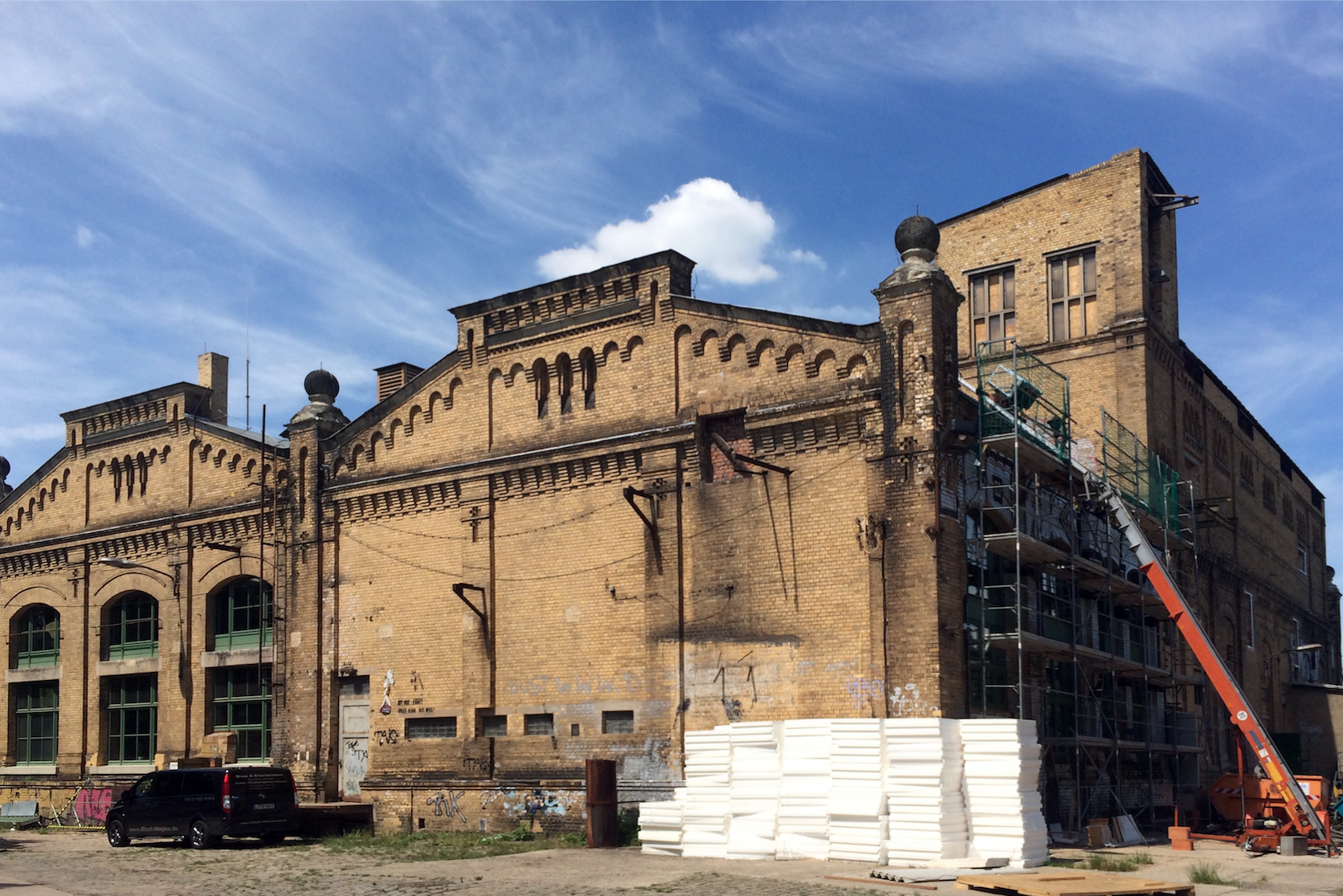
Kunstkraftwerk Leipzig Südseite 2016

Ab 1856 industrialisierte der Leipziger Unternehmer Karl Heine (1819–1888) Teile der Gemarkung Plagwitz, Lindenau und Kleinzschocher mit dem Anschluss an die preussisch-sächsische Eisenbahn, Melioration von Sumpfgebieten und Bau des schiffbaren Karl-Heine-Kanals mit Anschluss an die Weiße Elster. Von 1888 bis 1945 trug die von Karl Heine gegründete Leipziger Westend-Baugesellschaft die bauliche Entwicklung des Leipziger Westens.
Der Leipziger Westen war vor 1990 europaweit der Standort mit der höchsten innerstädtischen Industriedichte. Mit der 1990 begonnenen Liquidierung fast aller ortsansässigen Industrieunternehmen durch die Treuhandanstalt verwaisten viele, teils gründerzeitliche geprägte Industrieanlagen. Ab den 2000er Jahren entstanden durch private Initiative von Architekten, Designern und Künstlern Kunstquartiere, Offspaces und Kunstgalerien.
Die Neubesiedelung begann mit der Revitalisierung von Industriebrachen und des Karl-Heine-Kanals im Rahmen der Expo 2000, oftmals finanziell unterstützt durch Förderprogramme des Landes Sachsen, Deutschlands und der EU.
Der Leipziger Westen gilt als neuer kultureller und kreativer Nukleus Deutschlands mit hoher internationaler Anziehungskraft auf Studenten, Kreative, innovative Unternehmen und junge Familien. Plagwitz und Lindenau waren 2012/13 die Ortsteile mit dem stärksten Bevölkerungswachstum in Leipzig (6,5 bzw. 6,1 Prozent im Jahr). Der Leipziger Westen wurde von der Stadt als Fördergebiet zur Stadterneuerung definiert. Förderung erfolgt durch den Europäischen Fonds für regionale Entwicklung (EFRE) und Europäischen Sozialfonds (ESF).

## Kulturstandorte (Auswahl)

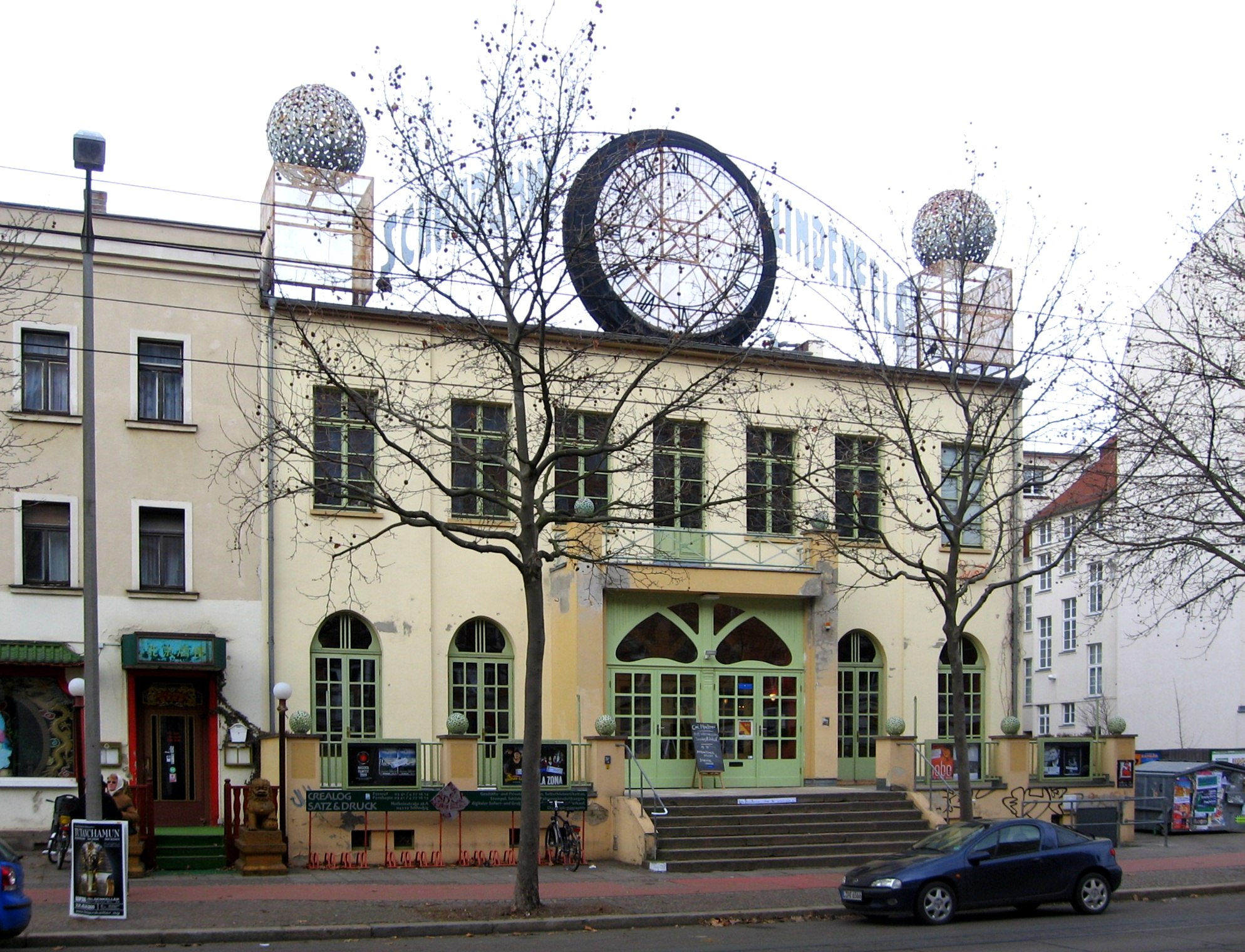
Schaubühne Lindenfels, Leipzig

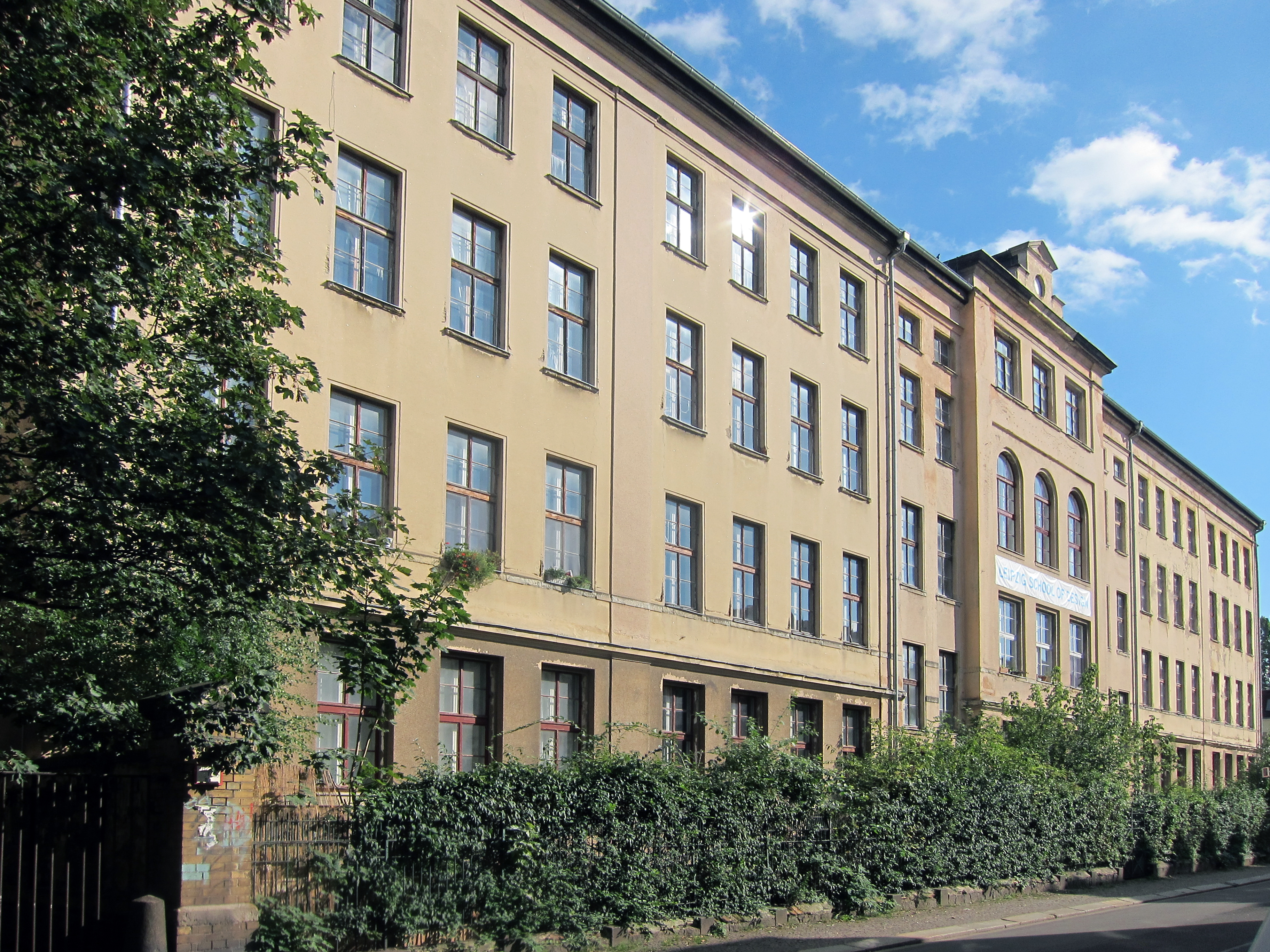
Alte Handelsschule, Leipzig

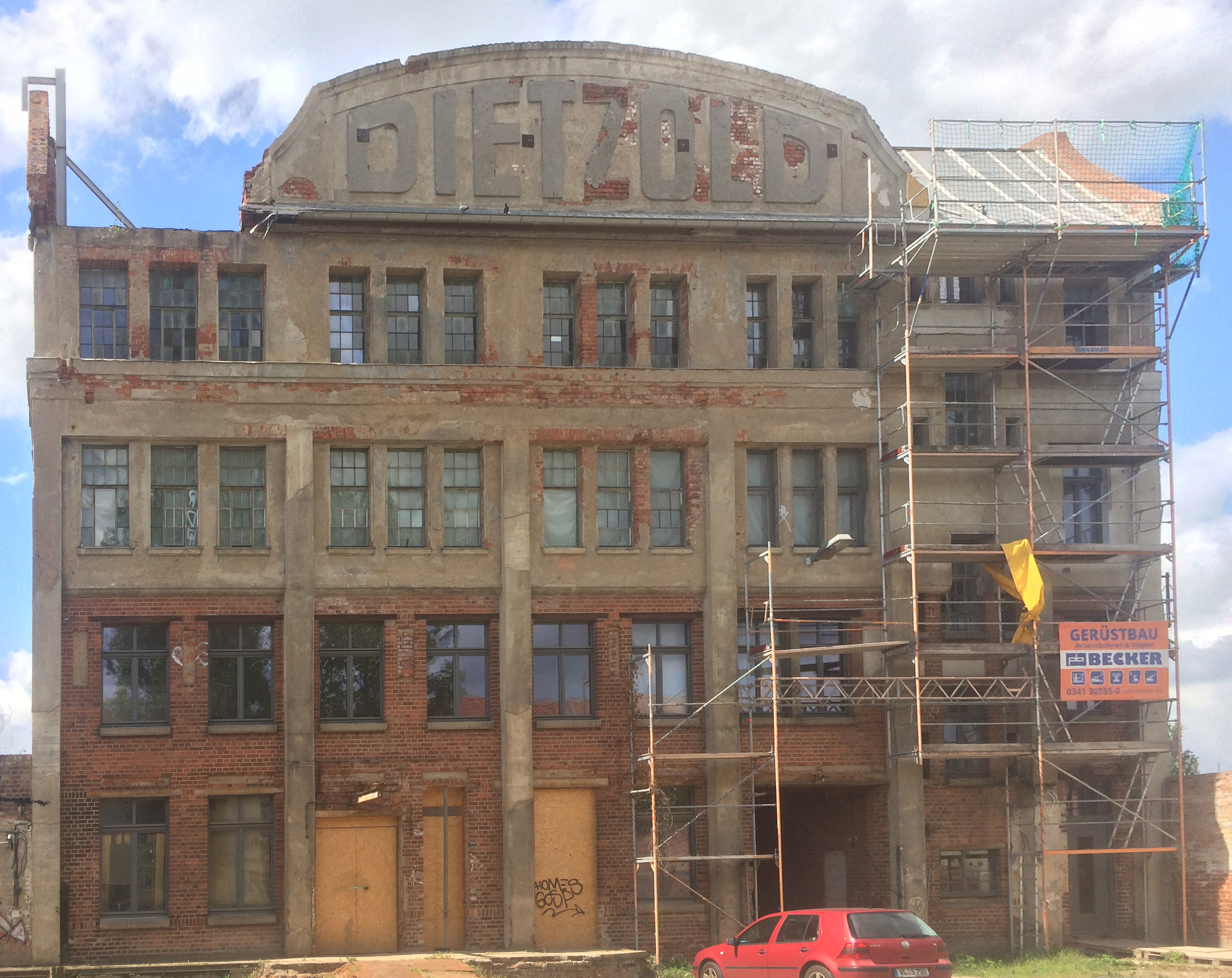
Dietzoldwerke, Leipzig

- Plagwitz: Schaubühne Lindenfels, Westwerk Leipzig, Felsenkeller, Bürgerbahnhof Plagwitz[6], Stelzenhaus
- Lindenau: Theaterhaus am Lindenauer Markt (Theater der Jungen Welt), Musikalische Komödie, Westbad, Leipziger Baumwollspinnerei, Tapetenwerk, Kunstkraftwerk
- Kleinzschocher: Alte Handelsschule, Hofkultur West[7]
- Leutzsch: Dietzoldwerke[8]

## Private Quartiersentwickler (Auswahl)
- René Reinhardt[9], Schauspieler (Schaubühne Lindenfels, Karl-Heine-Straße)[10]
- Bertram Schulze[11], Architekt (Leipziger Baumwollspinnerei)
- Falk Röhner[12], Kaufmann und Designer (Alte Handelsschule, Westwerk, Ostblock)
- Jana Reichenbach-Behnisch, Architektin (Tapetenwerk)[13]
- Roman Grabolle, Historiker und Archäologe (Wohnungsgesellschaft Central)[14]
- Birgit und Mathias Mahnke, Designerin und Projektentwickler (Dietzoldwerke)

## Aktionen
- Westbesuch[15] und Westpaket[16]
- Westkultur (Besucherleitsystem im Leipziger Westen)[17]
- BoHei & Tamtam[18]
- Lichtspiele des Westens[19]

## Umsiedlungsdruck
Seit 2016 wird eine Debatte über den Umsiedlungsdruck (Gentrifizierung) auf Kreative und Künstler im Leipziger Westen öffentlich geführt. Im Februar 2017 organisierte die Protestplattform "Westwerk retten" eine Demonstration für den kulturellen Erhalt des Westwerks.